# Гнілицька Ніна Тимофіївна
Ніна Тимофіївна Гнілицька (1916—1941) — радянська військова розвідниця. Учасниця німецько-радянської війни. Герой Радянського Союзу (1943, посмертно). Стрілець 465-ї окремої мотострілецької роти 383-ї стрілецької дивізії 18-ї армії Південного фронту. Червоноармійка.

## Життєпис
Ніна Тимофіївна Гнілицька народилася 1 серпня (19 липня за старим стилем) 1916 року в селі Княгинівка Таганрізького округу Області Війська Донського Російської імперії (нині селище міського типу Краснолуцької міської ради Луганської області) в робітничій родині Тимофія Макаровича та Ірини Андріївни Гнілицких. Росіянка.
Закінчила сім класів місцевої сільської школи. З 1932 року працювала на шахті № 22-4 біс вибірницею породи, відктаницею та телефоністкою. Перед війною закінчила курси з вивчення основ протиповітряної і протихімічної оборони (ПВХО).
1 листопада 1941 року село Княгинівка було окуповано німецько-фашистськими військами. Ніна Гнілицька сховала у себе в будинку, червоноармійця, що потрапив в оточення, і в темряві супроводжувала військовика до розташування його військової частини, прихопивши у німців три підводи з кіньми. Володіла стрілецькою зброєю і гранатами, методами надання першої медичної допомоги і добре знала місцевість. Тому 2 листопада була зарахована добровольцем до 465-ї окремої мотострілецької розвідувальної роти 383-ї стрілецької дивізії 18-ї армії Південного фронту.
У ніч з 6 на 7 листопада 1941 року Ніна Гнілицька провела групу розвідників до рідного села. В ході нічного бою був поранений один з розвідників. Рядова Ніна Гнілицька винесла його з поля бою і надала першу допомогу. 11 листопада, будучи в розвідці за лінією фронту, вона зібрала цінні розвідувальні дані про дислокацію військ противника в селах Княгинівка, Андріївка та Веселе, а також виявила розташування німецьких військ в районі села Корінне, що дозволило запобігти захопленню німцями електростанції у селищі Штергрес (нині м. Міусинськ). 
12 листопада 1941 року вона брала участь у п'ятигодинному бою за селище нарівні з чоловіками. У вирішальним момент бою рядова Ніна Гнілицька обійшла противника з тилу і відкрила вогонь, викликавши паніку серед німців, що дозволило роті перейти в контратаку і відкинути супротивника. В ході бою Ніна Гнілицька особисто знищила 10 німецьких солдатів і надала допомогу чотирьом пораненим червоноармійцям. Вдень 13 листопада 1941 року розвідниця знову перейшла лінію фронту і зібрала розвідувальні дані про систему оборони німців на північній околиці села Княгинівка, а також виявила будинок в якому німецькі солдати влаштовували нічліг. Вночі 14 листопада 1941 року вона брала участь у нальоті на рідне село, в ході якого було знищено 12 німецьких солдатів. Також було захоплено зброю, важливі штабні документи та контрольний полонений.
У грудні 1941 року 383-я стрілецька дивізія готувалася перейти в контрнаступ. З метою уточнення німецьких позицій і виявлення прихованих вогневих точок групі розвідників під командуванням політрука роти Спартака Железного було доручено провести розвідку боєм біля села Княгинівка. До складу групи увійшла також і рядова Ніна Гнілицька, бо добре знала прилеглу місцевість. Вночі 10 грудня 1941 року група С. Железного  вийшла на північну околицю села і ув'язла в бою. Стрілецький підрозділ, який мав прикривати розвідгрупу, виконати бойову задачу не зумів, в результаті чого група Железного  потрапила в оточення. На пропозицію здатися бійці відповіли відмовою, вважаючи за краще смерть фашистському полону.
Указом Президії Верховної Ради СРСР від 31 березня 1943 року за зразкове виконання завдань командування на фронті боротьби з німецькими загарбниками і проявлені при цьому відвагу і геройство, червоноармійцеві Гнілицькій Ніні Тимофіївні було присвоєно звання Героя Радянського Союзу посмертно. 
Похована в братській могилі в місті Вахрушеве (нині Боково-Хрустальне) Луганської області.

## Нагороди
- Медаль «Золота Зірка» (31.03.1943, посмертно).
- Орден Леніна (31.03.1943, посмертно).
- Медаль «За відвагу» (14.12.1941).

## Пам'ять
- Бюст Героя Радянського Союзу Ніни Гнилицької встановлено на Алеї героїв в місті Красний Луч (нині - Хрустальний) Луганської області.
- Ім'ям Героя Радянського Союзу Ніни Гнілицької названі вулиці в містах Донецьк і  Красний Луч (нині - Хрустальний) Луганської області.
- Пам'ятний знак встановлено на місці загибелі розвідгрупи Спартака Железного у селі Княгинівка Краснолуцької (нині Хрустальної) міської ради Луганської області

## Документи
- Общедоступный электронный банк документов «Подвиг Народа в Великой Отечественной войне 1941—1945 гг.». Архів оригіналу за 13 березня 2012. № в базе данных 150007243. Архів оригіналу за 4 жовтня 2012., 15053667. Архів оригіналу за 4 жовтня 2012., 10843397. Архів оригіналу за 4 жовтня 2012.
- Обобщённый банк данных «Мемориал». Архів оригіналу за 10 травня 2012. ЦАМО, ф. 58, оп. 818883, д. 901. Архів оригіналу за 4 жовтня 2012., Учётная карточка захоронения ЗУ380-13-464. Архів оригіналу за 27 вересня 2012. Процитовано 9 березня 2022., Схема захоронения ЗУ380-13-464. Архів оригіналу за 4 жовтня 2012. Процитовано 9 березня 2022., Информация из списков захоронения. Архів оригіналу за 4 жовтня 2012. Процитовано 9 березня 2022.